# Dunja Vejzović
Dunja Vejzović (Duña Veyzovich), mezzosoprano de origen croata nació en Zagreb el 20 de octubre de 1943.
Se destacó como Kundry, Ortrud, Dalila, Amneris, Venus, Carmen, Eboli, Didon y Erwartung. Asumió algunos roles de soprano como Abigaille en Nabucco, Lady Macbeth de Verdi y Brünnhilde en Die Walküre.
Perteneció al elenco de la Opera de Núremberg y Fráncfort del Meno siguiendo debuts en Hamburgo, Duisburgo, Viena, Düsseldorf, Bruselas, Stuttgart, Múnich, Florencia, Roma, etc.
Una de las intérpretes favoritas de Herbert von Karajan con quien hizo varias grabaciones y actuaciones en el Festival de Salzburgo en 1980-85.
Debuta en 1978 en el Metropolitan Opera, en el Festival de Bayreuth, en La Scala y en 1986 en el Teatro Colón de Buenos Aires. En 1992 en San Francisco, Houston, Turín y el Gran Teatro del Liceo de Barcelona.
Retirada de la escena, es profesora en la Hochschule für Musik en Stuttgart.

## Discografía principal
- Wagner: Parsifal (Hofmann; Karajan, 1979–80)

- Wagner: Lohengrin (Tomowa-Sintow, Kollo; Karajan, 1976–81)

- Wagner: Der fliegende Holländer (Hofmann, van Dam; Karajan, 1981–83)

- Mercadante: La vestale (Cecchele; Šutej, 1987)

- Berlioz: La mort de Cléopâtre (Eschenbach, 1988)

- Brahms: Alto Rhapsody (Eschenbach, 1991–93)

- Puccini: Suor Angelica (Plowright; Gavazzeni, Bussotti, 1983) DVD

- Wagner: Lohengrin (Studer, Domingo; Abbado, Weber, 1990) DVD